# Cornered (film, 1924)
Pour plus de détails, voir Fiche technique et Distribution.
Cornered est un film américain réalisé par William Beaudine et sorti en 1924.

## Synopsis
Une bande de voleurs organise un grand coup à l'aide d'un sosie...

## Fiche technique
- Réalisation : William Beaudine
- Scénario : Louis D. Lighton, Hope Loring d'après la pièce Cornered (1920) de Dodson Mitchell et Zelda Sears
- Photographie : Ray June
- Production : Warner Bros.
- Distributeur : Warner Bros.
- Durée : 70 minutes (7 bobines)[1]
- Date de sortie : 1er août 1924

## Distribution

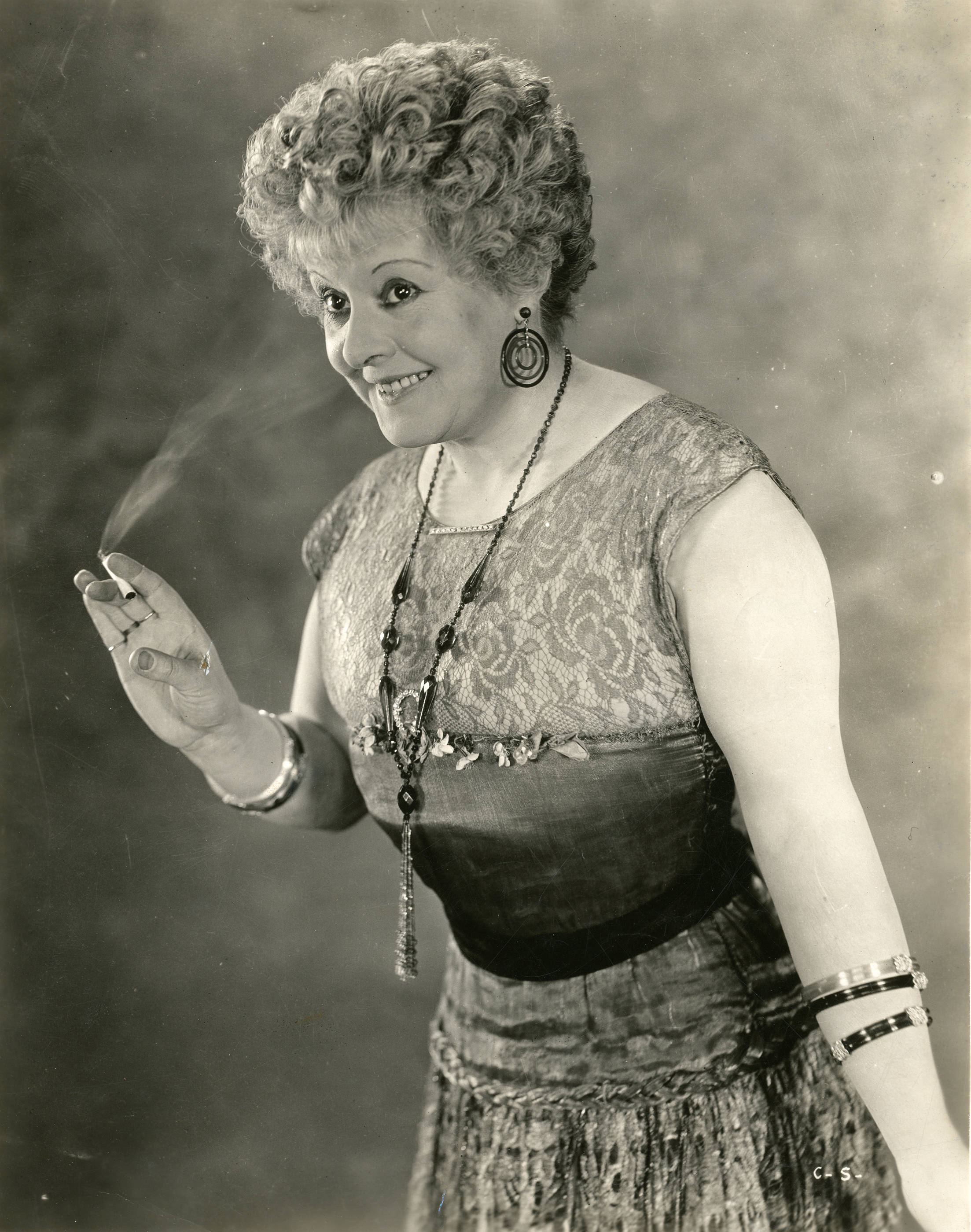
L'actrice Cissy Fitzgerald.

- Marie Prevost : Mary Brennan / Margaret Waring
- Rockliffe Fellowes : Jerry, the Gent
- Raymond Hatton : Nick, the Dope
- John Roche : George Wells
- Cissy Fitzgerald : Lola Mulvaney
- Vera Lewis : Mrs. Wells
- George C. Pearce : Brewster
- Bartine Burkett : The Bride
- Billy Bletcher : The Groom
- Ruth Dwyer : Mrs. Webster
- Bertram Johns : Webster
- Wilfred Lucas : Updike
- Virginia Marshall : Mary Brennan / Margaret Waring enfant